# Open Quimper Bretagne Occidentale 2017
L'Open Quimper Bretagne Occidentale 2017 è stato un torneo di tennis facente parte della categoria ATP Challenger Tour nell'ambito dell'ATP Challenger Tour 2017. È stata la 7ª edizione del torneo che si è giocato a Quimper in Francia dal 30 gennaio al 5 febbraio 2017 su campi in cemento indoor e aveva un montepremi di 43 000 €+H.

## Partecipanti

### Teste di serie
| Nazionalità | Giocatore         | Ranking* | Testa di serie |
| ----------- | ----------------- | -------- | -------------- |
| Francia     | Adrian Mannarino  | 61       | 1              |
| Francia     | Jérémy Chardy     | 72       | 2              |
| Ucraina     | Sergiy Stakhovsky | 111      | 3              |
| Russia      | Evgeny Donskoy    | 125      | 4              |
| Francia     | Julien Benneteau  | 137      | 5              |
| Francia     | Vincent Millot    | 140      | 6              |
| Russia      | Andrey Rublev     | 152      | 7              |
| Germania    | Peter Gojowczyk   | 153      | 8              |

- Ranking al 16 gennaio 2017.

### Altri partecipanti
I seguenti giocatori hanno ricevuto una wild card per il tabellone principale:
- Geoffrey Blancaneaux
- Evan Furness
- Maxime Hamou
- Jerzy Janowicz

Il seguente giocatore è entrato in tabellone tramite protected ranking:
- Jürgen Melzer

I seguenti giocatori sono passati dalle qualificazioni:
- Calvin Hemery
- Aslan Karatsev
- Hugo Nys
- Gleb Sakharov

Il seguente giocatore è entrato in tabellone come lucky loser:
- Grégoire Jacq

## Punti e montepremi
| Torneo    | Torneo              | V     | F     | SF    | QF    | 2T  | 1T  | Q | Q2 | Q1 |
| Singolare | Punti               | 80    | 48    | 29    | 15    | 6   | 0   | 3 | –  | –  |
| Singolare | Premi in denaro (€) | 6 190 | 3 650 | 2 160 | 1 260 | 730 | 450 | – | –  | –  |
| Doppio    | Punti               | 80    | 48    | 29    | 15    | –   | 0   | – | –  | –  |
| Doppio    | Premi in denaro (€) | 2 670 | 1 550 | 930   | 550   | –   | 310 | – | –  | –  |

## Campioni

### Singolare
Adrian Mannarino ha sconfitto in finale  Peter Gojowczyk con il punteggio di 6–4, 6–4.

### Doppio
Mikhail Elgin /  Igor Zelenay hanno sconfitto in finale  Ken Skupski /  Neal Skupski con il punteggio di 2–6, 7–5, [10–5].